# Sol boliviano
El Sol fue la moneda de Bolivia entre 1827 y 1864. No había ninguna subdivisión del sol, pero 16 soles eran iguales a 1 escudo. El sol reemplazó al real español a la par y fue reemplazado por el boliviano a razón de 8 soles = 1 boliviano. Solo fueron emitidas monedas. 

## Monedas
En 1827, monedas de plata de ½, 1, 2, 4 y 8 soles fueron emitidas. Estos fueron seguidos por 1 y 8 escudos de oro en 1831, y ½, 2 y 4 escudos en 1834.
Monedas de oro de  ¼  de escudo fueron emitidas principalmente en 1852 y 1853 (a confirmar).
La mayoridad de esas monedas de oro de  ¼ de escudo fueron emitidas en Potosí con una llama sobre el anverso y Potosí sobre el reverso. Se llaman también "Llamitas de oro" o cuartillo de oro. 
Descripción del Cuartillo de oro:
Anverso : una llama (ver foto adjunta)
Reverso : El Cerro Rico de Potosí en el centro, una palmera en la derecha, una llama en la izquierda y 9 estrellas en la encima. La fecha en la parte inferior.   
Características del Cuartillo de oro:
- Canto : estriado.
- Peso teórico : 0,85 gramo.
- Diámetro: 13 mm.
- Composición : Oro Ley 900 (teórico)

- Número de acuñación : desconocido.

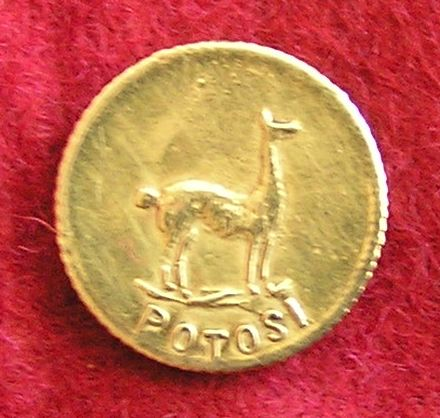
Cuartillo de oro